# Aragats, Armavir
Aragats là một đô thị thuộc tỉnh Armavir, Armenia. Dân số ước tính năm 2011 là 3309 người.